# Френсісвілл (Кентуккі)
Френсісвілл (англ. Francisville) — переписна місцевість (CDP) в США, в окрузі Бун штату Кентуккі. Населення — 9952 особи (2020).

## Географія
Френсісвілл розташований за координатами 39°6′24″ пн. ш. 84°43′40″ зх. д. / 39.10667° пн. ш. 84.72778° зх. д. (39.106750, -84.727714).  За даними Бюро перепису населення США в 2010 році переписна місцевість мала площу 21,97 км², уся площа — суходіл.

## Демографія
Згідно з переписом 2010 року, у переписній місцевості мешкали 7944 особи в 2525 домогосподарствах у складі 2178 родин. Густота населення становила 362 особи/км².  Було 2662 помешкання (121/км²).
Расовий склад населення:
| - 92,6 % — білих - 3,2 % — азіатів - 1,5 % — чорних або афроамериканців - 0,1 % — корінних американців |

До двох чи більше рас належало 2,0 %. Частка іспаномовних становила 2,1 % від усіх жителів.
За віковим діапазоном населення розподілялося таким чином: 34,9 % — особи молодші 18 років, 60,4 % — особи у віці 18—64 років, 4,7 % — особи у віці 65 років та старші. Медіана віку мешканця становила 34,5 року. На 100 осіб жіночої статі у переписній місцевості припадало 99,1 чоловіків;  на 100 жінок у віці від 18 років та старших — 99,6 чоловіків також старших 18 років.
Середній дохід на одне домашнє господарство  становив 123 886 доларів США (медіана — 105 029), а середній дохід на одну сім'ю — 128 102 долари (медіана — 108 036). Медіана доходів становила 67 860 доларів для чоловіків та 49 450 доларів для жінок. За межею бідності перебувало 1,4 % осіб, у тому числі 1,6 % дітей у віці до 18 років та 7,2 % осіб у віці 65 років та старших.
Цивільне працевлаштоване населення становило 4704 особи. Основні галузі зайнятості: освіта, охорона здоров'я та соціальна допомога — 16,1 %, науковці, спеціалісти, менеджери — 13,9 %, виробництво — 11,8 %, транспорт — 11,6 %.